# Al-Ain

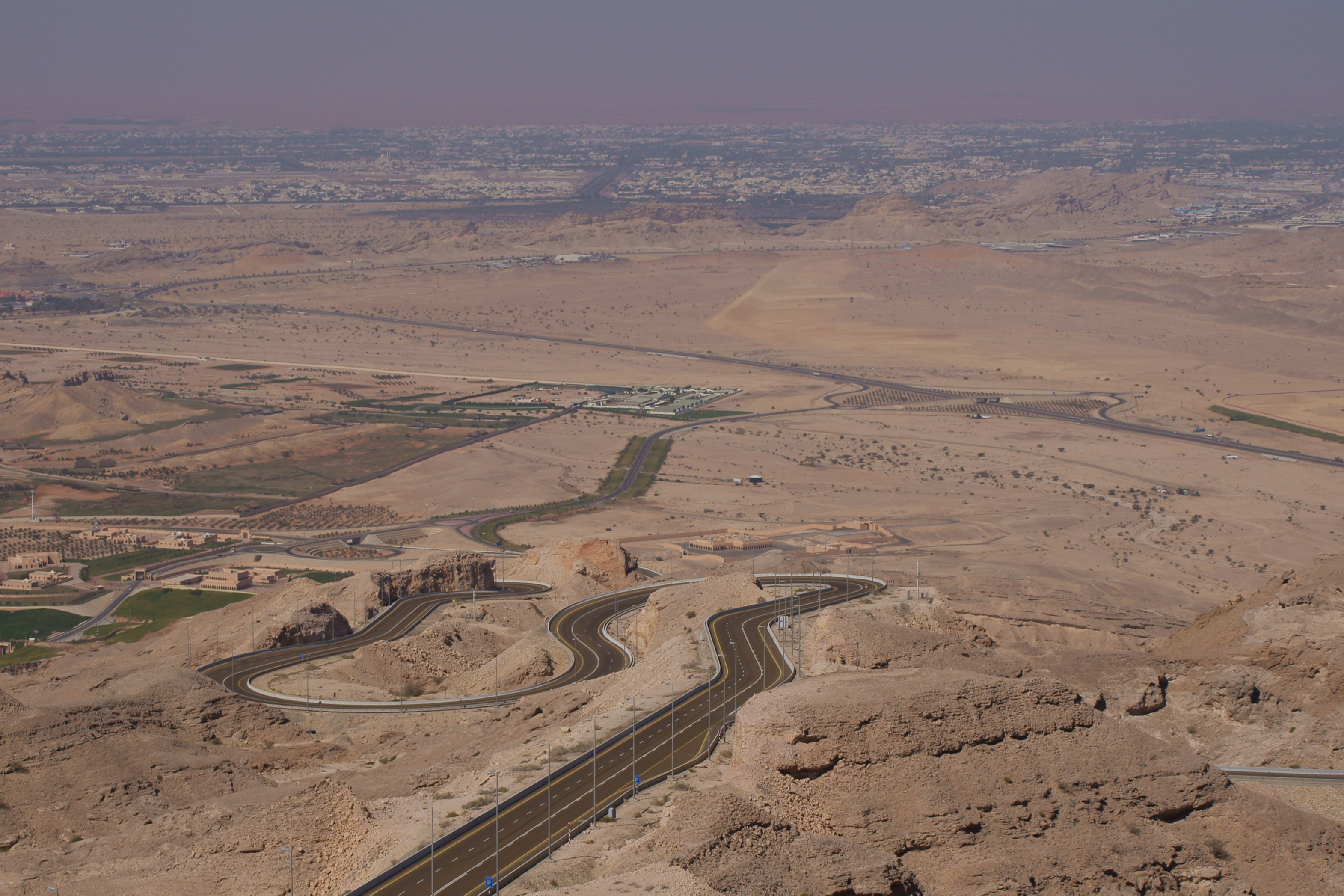
al-Ain mit dem Dschabal Hafit im Vordergrund

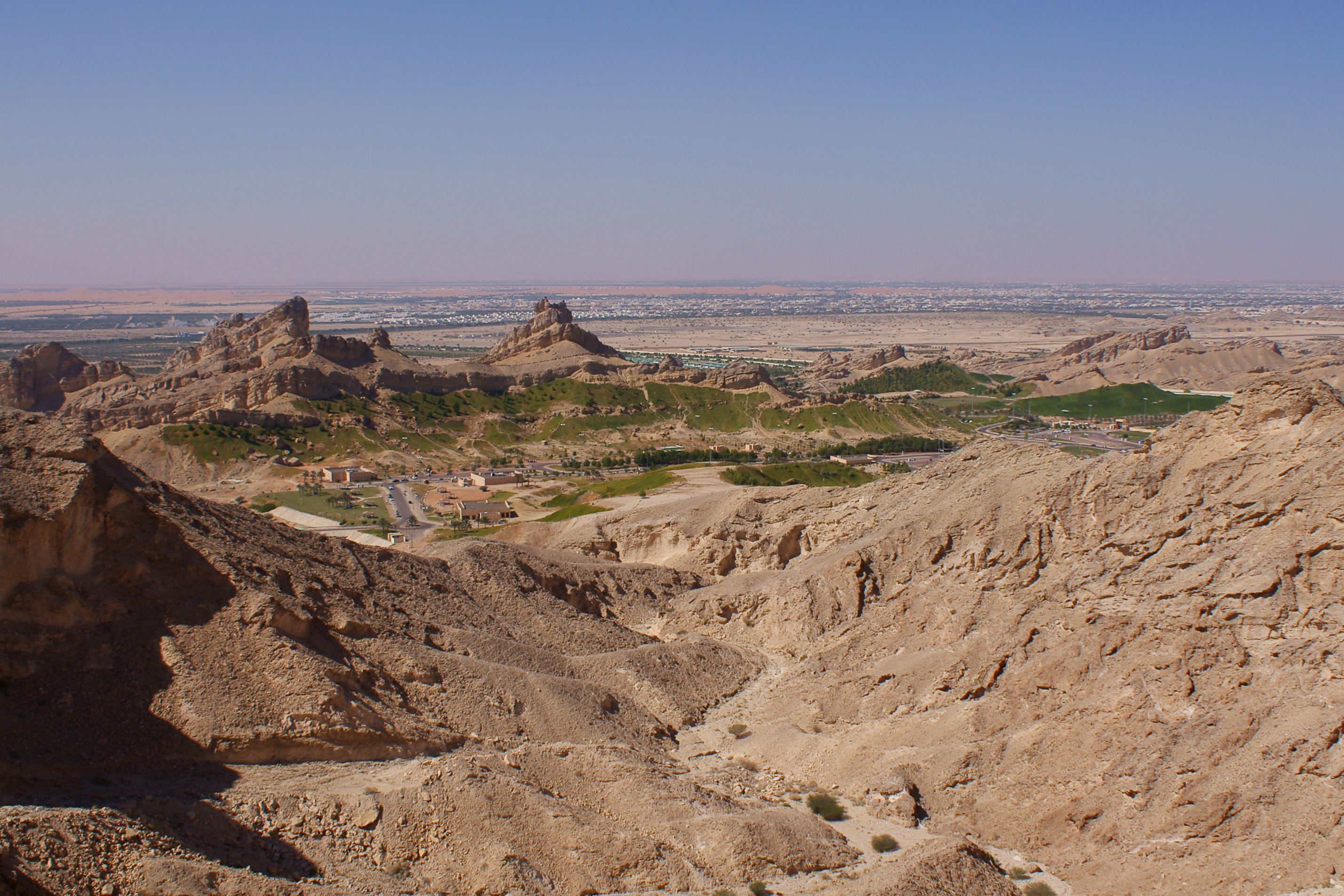
Green Mubazzarah bei al-Ain

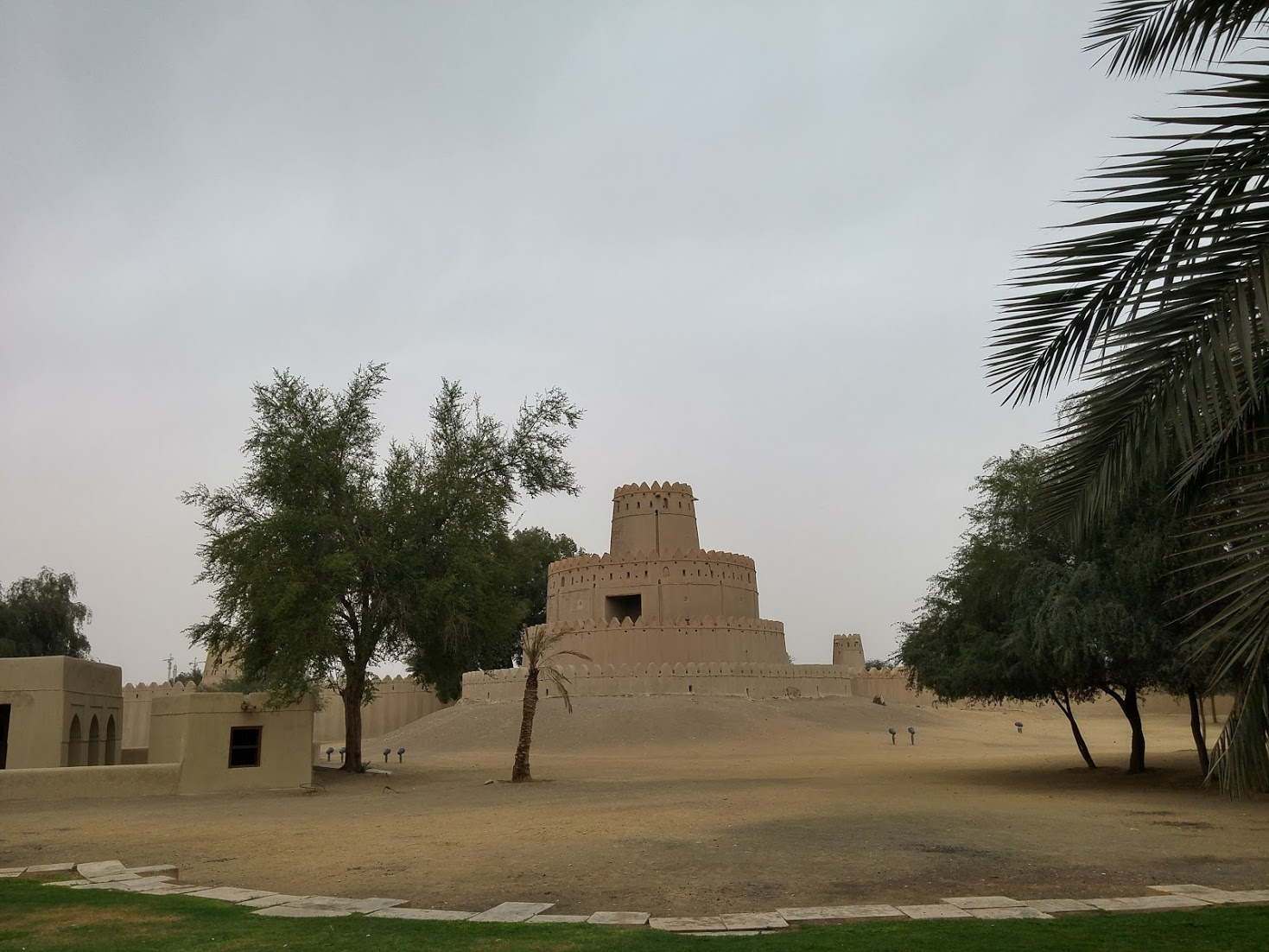
Blick auf das Al Jahili Fort in Al Ain

Al-Ain oder al-ʿAin (arabisch العين, DMG al-ʿAyn ‚die Quelle‘ bzw. ‚das Auge‘, in der englischen und lokal verwendeten Umschrift Al Ain) ist eine Stadt in den Vereinigten Arabischen Emiraten mit rund 630.000 Einwohnern.

## Überblick
Al-Ain befindet sich im Emirat Abu Dhabi an der Grenze zu Oman, rund 160 Kilometer südöstlich der Stadt Abu Dhabi. Die Grenze der Vereinigten Arabischen Emirate und Oman teilt die Stadt. Der omanische Teil wird Buraimi genannt. Die Grenze ist nicht nur verwaltungstechnisch, sondern ist durch einen hohen Zaun mit NATO-Draht-Rollen befestigt. Die Grenzübergänge nach Buraimi werden von der Polizei überwacht. Al-Ain besitzt einen internationalen Flughafen. Zusammen mit Buraimi hat die Stadt etwa 700.000 Einwohner. Al-Ain ist die größte Stadt in den Vereinigten Arabischen Emiraten ohne eigenes Emirat und die größte Stadt im Binnenland.
Es wird ein hoher gärtnerischer Aufwand betrieben, um die Oasenstadt zu begrünen. Sie trägt den Beinamen „Gartenstadt des Arabischen Golfs“. Die Stadt ist sehr weitläufig angelegt. Im Gegensatz zu allen anderen großen Städten der Emirate gibt es in al-Ain nur maximal sechsgeschossige Gebäude. Diese stehen im Stadtzentrum. In den weitläufigen Außenbereichen werden fast ausschließlich Villen für die einheimische Bevölkerung gebaut.
2015 wurde der historische Anbau von Dattelpalmen in Al-Ain und der Liwa-Oase in die Liste der Globally Important Agricultural Heritage Systems der FAO aufgenommen.

## Verkehr
Alle Hauptstraßen, welche die Stadt durchqueren, sind sechsspurig ausgelegt.

Im Juli 2009 wurde der erste öffentliche Nahverkehr mit 100 Bussen eingerichtet, der die Stadt nun großflächig verbindet. Dieser Service soll in den nächsten Jahren weiter ausgebaut werden.

## Sehenswürdigkeiten
- Al Ain National Museum
- Al Ain Palace Museum
- Al Jahili Fort
- Hili Archaeological Park
- Zoo
- Vergnügungspark „Hili Fun City“, ein Heimatkundedorf oder die Oase.

Am Rande von Al Ain liegt der 1240 Meter hohe Dschabal Hafit und östlich von diesem der einzige Kamelmarkt des Landes.

## Geschichte
Die Stadt war in den letzten 200 Jahren häufig Schauplatz von Kämpfen zwischen den Machthabern der heutigen Gebiete von Abu Dhabi, Saudi-Arabien und Oman. Die Staatszugehörigkeit al-Ains wechselte nach jedem Krieg. In den 1970er-Jahren wurde eine halbwegs feste Grenzziehung mit dem Sultanat Oman vereinbart.
1969 wurde die Katholische Kirche St. Mary’s Al Ain gegründet. Da die große Mehrheit der Katholiken aus Indien und von den Philippinen stammt, werden neben Messen in Englisch und Arabisch auch in Malayalam, Tagalog und Urdu gehalten. Am 5. Oktober 2008 war die Grundsteinlegung für eine neue Gemeindekirche, da die vorhandenen Räumlichkeiten den steigenden Zahlen von Katholiken nicht mehr gewachsen waren.
2011 wurden die Kulturstätten von Al Ain in die Liste des UNESCO-Welterbe aufgenommen.

## Sport
- Al Ain Club (Fußballverein)
- Weltmeisterschaft der Jugend im Schach 12/2013

## Bildung
In al-Ain befindet sich die älteste Universität der Vereinigten Arabischen Emirate, die 1976 gegründete United Arab Emirates University.

## Söhne und Töchter der Stadt
- Zayid bin Sultan Al Nahyan (1918–2004), Emir von Abu Dhabi und bis zu seinem Tod 2004 der erste Präsident der Vereinigten Arabischen Emirate seit Erlangung der Unabhängigkeit im Jahr 1971
- Chalifa bin Zayid Al Nahyan (1948–2022), sein Sohn, Präsident der Vereinigten Arabischen Emirate
- Mahmoud-Nader Al Baloushi (* 1980), Tennisspieler
- Mohammed Al Shamisi (* 1988), Eishockeyspieler
- Salem Al Yafeai (* 1994), Eishockeyspieler
- Ahmed al-Kaabi (* 1996), omanischer Fußballspieler